# Oulema tristis
Oulema tristis es una especie de insecto coleóptero de la familia Chrysomelidae.
Fue descrita científicamente en 1786 por Herbst.